# Тростянецький районний краєзнавчий музей

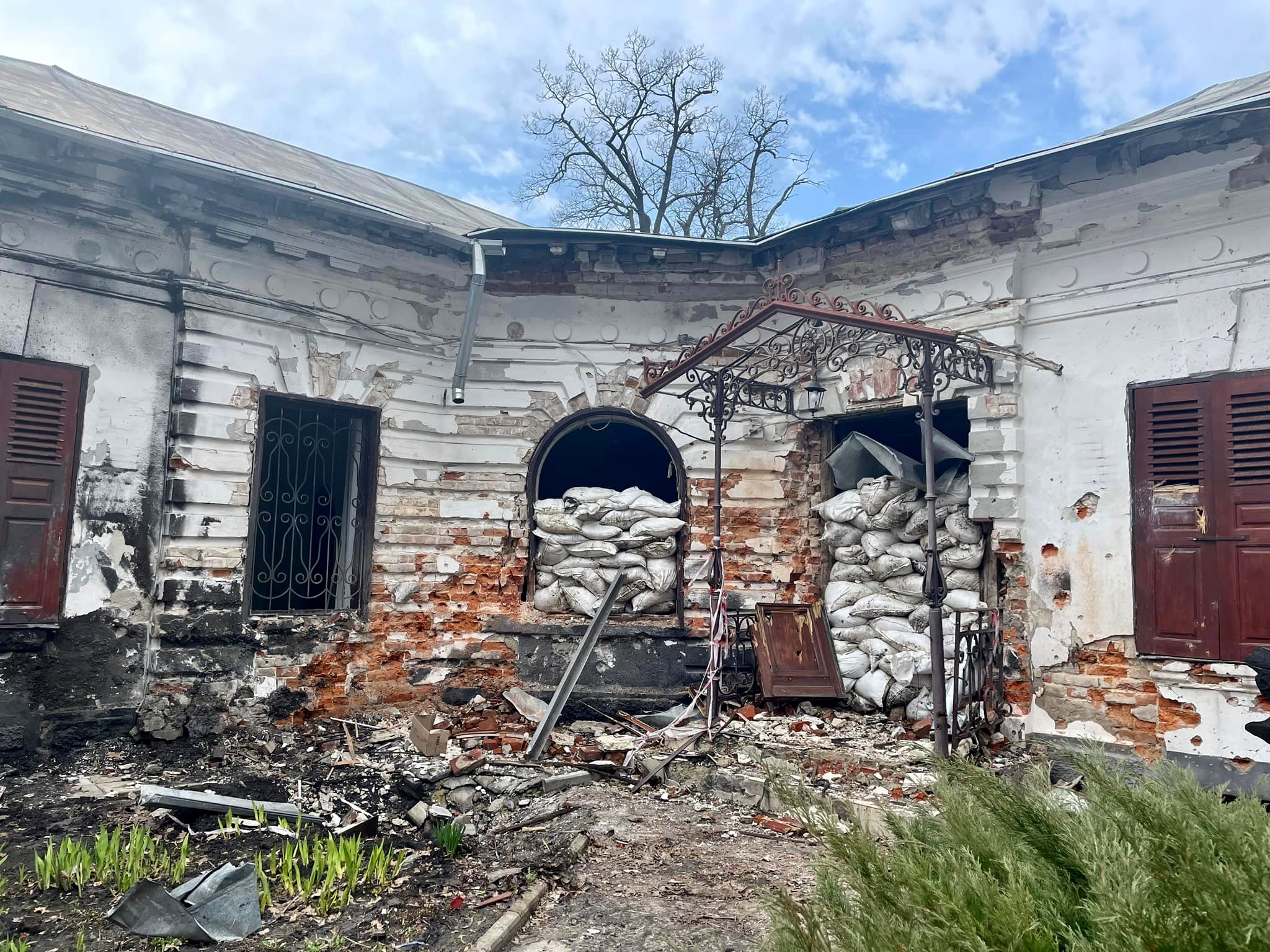
Після російського артобстрілу 2022 року

Музейно-виставковий центр «Тростянецький» — комунальний заклад Тростянецької міської ради в місті Тростянець Сумської області.
Має зібрання експонатів, матеріалів та документів з природи, археології, історії, побуту, культури та персоналій Тростянецького краю, експозицію «Музей шоколаду», картинну галерею, меморіальну кімнату видатного композитора Петра Чайковського та кабінет відомого цукрозаводчика, власника тростянецьких земель Леопольда Кеніга.

## Загальні та історичні відомості
Музейно-виставковий центр міститься в будівлі — пам'ятці архітектури XVIII—XIX ст національного значення «Садиба Кеніга».
Заклад, як громадський музей, засновано у 1983 р. У 1992 р. музей отримав статус «народного». З грудня 2006 р. по грудень 2017 року музей працював як комунальний заклад Тростянецької районної ради. В рамках децентралізації, після створення Тростянецької об'єднаної територіальної громади переданий у комунальну власність міста.
У 2007—2018 створена нова музейна експозиція.
2021 року музейно-виставковий центр «Тростянецький» розпочав роботу над масштабним проєктом «Постаті краю крізь призму часу» в межах грантової програми Українського культурного фонду.
Центр «Тростянецький» (з локаціями садиби Леопольда Кеніга, пам'яткою архітектури «Круглий Двір», Нескучанським дендропарком та городищем часів Київської Русі в селі Боголюбове) потрапив до Всеукраїнського аудіогіду, який сервіс MEGOGO у співпраці з Міністерством культури та інформаційної політики й Державним агентством розвитку туризму створив для найпопулярніших культурних осередків України.
Під час російського вторгнення 2022 року музей постраждав від артобстрілу в ніч на 24 лютого. Будівля частково зруйнована снарядом. Виламано ворота, вилетіли вікна і двері, є пошкодження й всередині. Крім того, музей був пограбований. Експонати не постраждали, остільки були перенесені в інше місце.

## Фонди і діяльність
Фонди музею складають 5000 експонатів.
У музеї працює 12 постійно діючих експозицій:
- природа Тростянеччини;
- археологія краю;
- історія краю 17 — 19 ст;
- Чайковський і Тростянеччина;
- історія краю на зламі століть;
- історія за часів ДСВ;
- мистецтво і культура Тростянеччини;
- історія промислового та сільськогосподарського розвитку краю;
- експозиція «Музей шоколаду»[5];
- картинна галерея;
- меморіальна кімната видатного композитора Петра Чайковського;
- кабінет відомого цукрозаводчика, власника тростянецьких земель Леопольда Кеніга.

Серед експонатів, історичних матеріалів та археологічних знахідок на особливу увагу заслуговують фрагменти залишків доісторичних тварин, колекції предметів побуту, збруї та жіночих прикрас за часів скіфів-землеробів, ранніх та середньовічних слов'ян, музейні зібрання предметів побуту, ремесел, нумізматики, української іконографії починаючи з 17 сторіччя, матеріали, пов'язані з історичними постатями, чиє життя та діяльність залишили слід в історії Тростянеччини — династією Надаржинських, патріарх якої Тимофій був духівником сім'ї Петра І, генералом О. Корсаковим, родиною графа Петром Коновніцина, братами-декабристами Борисовими, князем Василем Голіциним, цукрозаводчиком Леопольдом Кенігом, художниками П. Соколовим та Костянтином Власовським, поетом Павлом Грабовським та композитором Петром Чайковським, письменником Миколою Хвильовим, поетами-піснярами Сергієм Алимовим та Леонідом Татаренком тощо.
Відвідувачам музейного центру пропонується екскурсія по місту з оглядом пам'яток архітектури національного значення 17-19 ст. та монументальної творчості, а також друкована та сувенірна продукція.
Окрім традиційних екскурсій, в закладі проходять вечори класичної та сучасної музики, громадські заходи, а в парадній залі садиби можна укласти «шлюб за добу».

## Галерея

Ікона „Коронація Богородиці“. Козацьке бароко. Кін. 17 ст.
Грамофон. Кін. 19 ст.
Стегнова кістка мамонта
У залі історії краю 17-19 ст.
У залі природи Тростянеччини
Фрагмент експозиції «П.Чайковський на Тростянеччині».